# Бабалян, Арташес
Арташес Бабалян (арм. Արտաշես Բաբալյան; 17 ноября 1886, Шуша, Елизаветпольская губерния, Российская империя — 1 августа 1959, Тегеран, Иран) — армянский политик, видный государственный и общественный деятель, член Армянской Революционной Федерации (АРФ), министр социальной защиты Первой Республики Армения (31 октября 1919—5 мая 1920).

## Биография
Окончил реальное училище Шуши. В 1912 — медицинский факультет Университета Женевы.
Работал врачом в Петербурге и Баку, в 1914 — в больнице Харькова. Участник Первой мировой войны . Служил главным врачом добровольческого полка Вартан. В 1915 был награждён медалью за заботу о раненых и самопожертвование.
Активный участник создания Первой Республики Армения в 1917 году. Член Национального собрания Первой Республики Армения в 1917 году.
Во время армяно-грузинской войны 1918 года утверждал, что сил армянской армии было достаточно, чтобы достичь Тифлиса и там решить все накопившиеся проблемы.
В июле 1919 года армянская власть потерпела тяжелые потери в Нахичевани, где располагались малочисленные армянские войска, но где мусульманское население находилось под влиянием турок и азербайджанцев. Член кабинета министров Армении Арташес Бабалян вспоминает: 

«Весной 1919 г. английские войска заняли Шарур и Нахичевань и передали нам власть в этих двух уездах. Нам с трудом удалось удержать власть два месяца. Местное татарское население под руководством турецких офицеров 23 июля восстало. Неся большие потери, наши войска вынуждены были отступить к Еревану. Во время восстания английских войск в Нахичевани не было, и именно это позволило населению взбунтоваться, напасть на наши войска и захватить власть. Тщетны были обращения и настоятельные просьбы нашего правительства оставить хотя бы малочисленный английский контингент ещё на некоторое время».
10 августа 1920 вместе с Аршаком Джамаляном участвовал переговорах в Тифлисе с полпредом РСФСР большевиком Борисом Леграном, по вопросам соглашения о занятии Красной Армией спорных областей — Зангезура, Карабаха и Нахичевана, а также о признании независимости Республики Армения. Участвовал в заключении мирного договора между РСФСР и Арменией.
В сентябре-ноябре 1920 года — участник турецко-армянской войны, как представитель премьер-министра С. Врацяна был направлен в Карс, где 30 октября был арестован. После освобождения в 1921 году отправился в Тебриз, затем в Тегеран, работал там в военном госпитале.
В сентябре 1943 по требованию советских властей, введённых в Иран, был арестован, выпущен на свободу в июне 1945 года.
Долгое время жил в эмиграции. Умер в Тегеране.
Является автором воспоминаний «Страницы армянской истории независимости» (Каир, 1959 // «Pages from Armenian independence history», Cairo, 1959).